# Izolevcin
Izolevcin (okrajšano kot Ile ali I) je α-aminokislina s kemijsko formulo HO2CCH(NH2)CH(CH3)CH2CH3. Izolevcin je esencialna aminokislina, kar pomeni, da ga človeško telo samo ne more proizvesti, zato ga mora prejemati s hrano. Kodoni, ki zapisujejo izolevcin, so AUU, AUC in AUA.
Izolevcin je zaradi ogljikovodikove stranske verige hidrofobna aminokislina. Poleg treonina je izolevcin ena od dveh aminokislin, ki imata v stranski verigi kiralni center. Možni so 4 stereoizomeri, vključno z dvema diastereoizomeroma L-izolevcina. Vendar pa je v naravi prisotna le ena enantiomerna oblika: (2S,3S)-2-amino-3-metilpentanojska kislina.

## Biosinteza
Izolevcin je esencialna aminokislina in ga torej živalski organizmi ne sintetizirajo in ga morajo pridobiti s hrano, predvsem v obliki beljakovin. V rastlinah in mikroorganizmih se sintetizira v več korakih iz piruvične kisline in α-ketoglutarata. Encimi, ki sodelujejo v biosintezi izolevcina, so:
1. acetolaktat-sintaza
2. acetohidroksikislinska izomeroreduktaza
3. dihidroksikislinska dehidrataza
4. valin-aminotransferaza

## Katabolizem
Izolevcin je glukogena in ketogena aminokislina. Po transaminaciji z α-ketoglutaratom se lahko pretvori bodisi v sukcinil-CoA (ki vstopi v cikel trikarboksilnih kislin, kjer se pretvori v oksaloacetat, slednji pa vstopa v glukoneogenezo) bodisi v acetil-CoA (ki vstopi v cikel trikarboksilnih kislin, kjer pride do kondenzacije z oksaloacetatom in nastaja citrat). Pri sesalcih se acetil-CoA ne more pretvoriti nazaj v ogljikohidrat, temveč se porabi za sintezo ketonskih teles ali maščobnih kislin (zato govorimo, da je izolevcin tudi ketogena aminokislina).